# كوم الزهير
قرية كوم الزهير هي إحدى القرى التابعة لمركز أبو قرقاص بمحافظة المنيا في جمهورية مصر العربية. حسب إحصاءات سنة 2006، بلغ إجمالي السكان في كوم الزهير 5314 نسمة، منهم 2859 رجلا و2455 امرأة.